# The Song Is Over
«The Song Is Over» es una canción del grupo de rock británico The Who, que aparece en su disco Who's Next.

## Concepto en Lifehouse
«The Song Is Over» iba a ser originalmente la última canción del álbum Lifehouse después de que la policía invadiera el Teatro Lifehouse y desaparecieran los asistentes al concierto.

### Estructura de la canción
«The Song Is Over» es la quinta pista de Who's Next, y cuenta con la voz principal tanto de Pete Townshend como de Roger Daltrey, junto con el trabajo en el piano de Nicky Hopkins. Según Pete Townshend, la canción «ofrece una mezcla de tristeza y melancolia, pero al mismo tiempo posee un punto álgido».
La mezcla de la canción fue lograda por Townshend, donde en ella se habla de un sentido final:
«La canción se ha terminado, está todo detrás de mí»
Mientras que la voz de Roger habla sobre un sentido de continuar:
«Yo canto mis canciones a los espacios abiertos»
La canción también cuenta con citas de «Pure and Easy» en sus compases finales.